# RPL10L
RPL10L (англ. Ribosomal protein L10 like) – білок, який кодується однойменним геном, розташованим у людей на короткому плечі 14-ї хромосоми. Довжина поліпептидного ланцюга білка становить 214 амінокислот, а молекулярна маса — 24 519.
| 10         |  | 20         |  | 30         |  | 40         |  | 50         |
| ---------- |  | ---------- |  | ---------- |  | ---------- |  | ---------- |
| MGRRPARCYR |  | YCKNKPYPKS |  | RFCRGVPDAK |  | IRIFDLGRKK |  | AKVDEFPLGG |
| HMVSDEYEQL |  | SSEALEAARI |  | CANKYMVKSC |  | GRDGFHMRVR |  | LHPFHVIRIN |
| KMLSCAGADR |  | LQTGMRGAFG |  | KPQGTVARVH |  | IGQVIMSIRT |  | KLQNEEHVIE |
| ALRRAKFKFP |  | GRQKIHISKK |  | WGFTKFNADE |  | FEDMVAKKCL |  | IPDGCGVKYV |
| PSHGPLDKWR |  | VLHS       |  |            |  |            |  |            |

A: Аланін

C: Цистеїн

D: Аспарагінова кислота

E: Глутамінова кислота

F: Фенілаланін

G: Гліцин

H: Гістидин

I: Ізолейцин

K: Лізин

L: Лейцин

M: Метіонін

N: Аспарагін

P: Пролін

Q: Глутамін

R: Аргінін

S: Серин

T: Треонін

V: Валін

W: Триптофан

Кодований геном білок за функціями належить до рибонуклеопротеїнів, рибосомних білків.